# Suitable Flesh
Suitable Flesh é um filme de terror de 2023 dirigido por Joe Lynch sobre uma psiquiatra que se envolve em perigo sobrenatural após tentar ajudar um dos pacientes. Foi Baseado no conto de HP Lovecraft de 1937, The Thing on the Doorstep.

## Elenco
- Heather Graham como Dra. Elizabeth Derby
- Judah Lewis como Asa Waite
- Bruce Davison como Ephraim Waite
- Johnathon Schaech como Edward Derby
- Barbara Crampton como Dra. Daniella Upton
- Graham Skipper como patologista
- Brett Newton como Professor Fisk
- Chris McKenna como Crawley
- JD Evermore como Detetive Ledger
- Ann Mahoney como Susan
- Jonah Ray Rodrigues como Dave
- Joe Lynch como Ray

## Recepção
No site agregador de críticas Rotten Tomatoes, 85% das 74 resenhas dos críticos são positivas, com uma classificação média de 6,8/10. O consenso do site diz: "exagerado e assustador (...) oferece terror visceral inspirado nos anos 80, complementado por performances (...) de Barbara Crampton e Heather Graham."